# مخضرة
المَخْضَرة أو الخَضِير هي الطبقة العليا من التربة المشتملة على العشب وجذوره والتي غالباً ما تُحصد على شكل لفائف، أو المكان الذي تنبت فيه.

## الأسماء
- المَدَرة أو التَّلْعَة: وهي الكتلة من التراب المتماسك.[5]
- الخضير أو المخضرة أو اليخضور: العشب الأخضر الصغير الكثيف يغشى التربة، وهو الأرض الكثير العشب الأخضر المعمر.[4]
- الخضير والمخضرة: عشب كثيف صغير أخضر من النجيليات المعمرة خاصة ولا سيما الزوان المعمر، ويطلق الاسم توسعًا على أرض ذلك العشب. فإذا اتسعت سميت غضراء.[1]

## صور

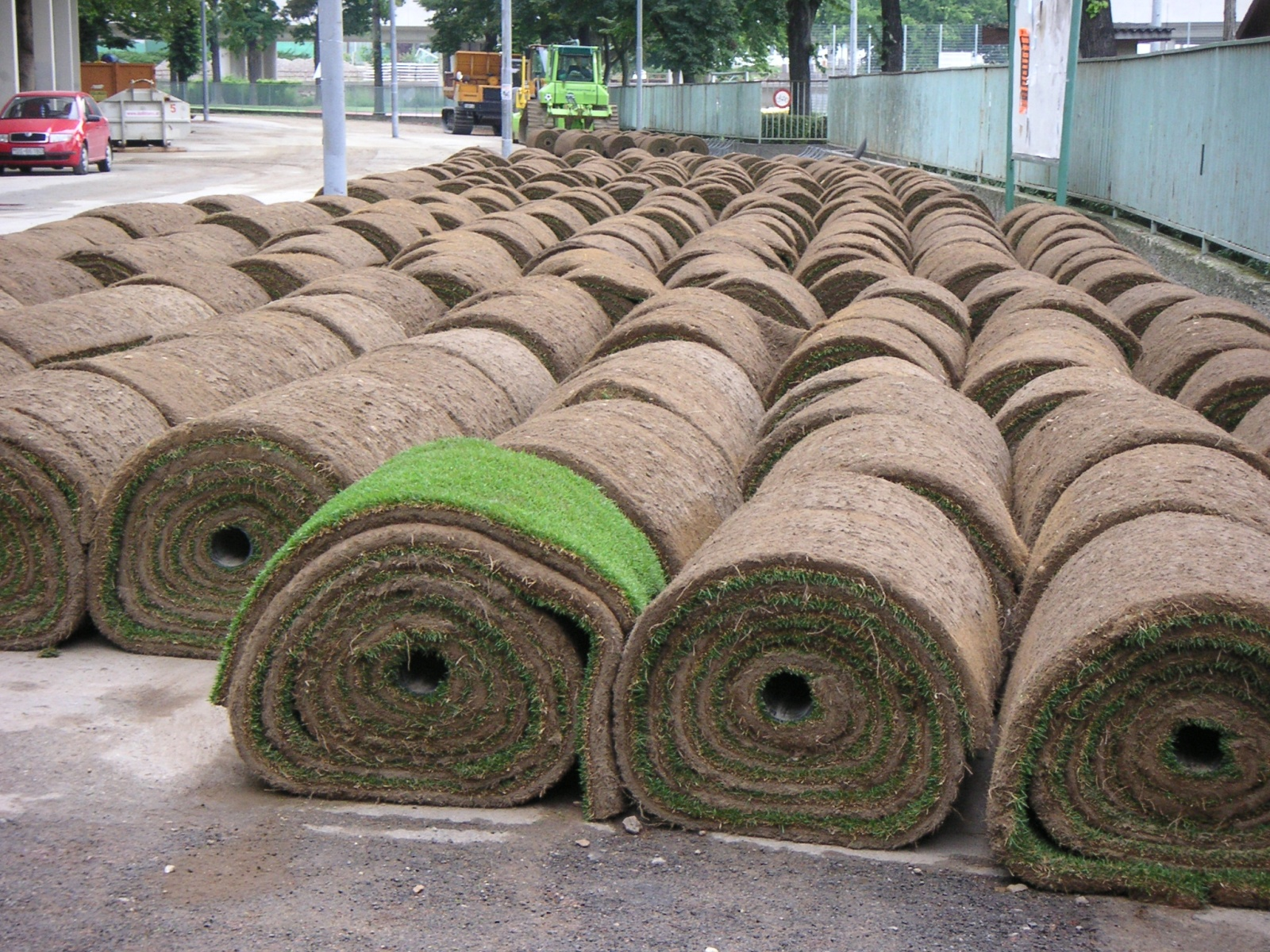
لفائف المخضرة.
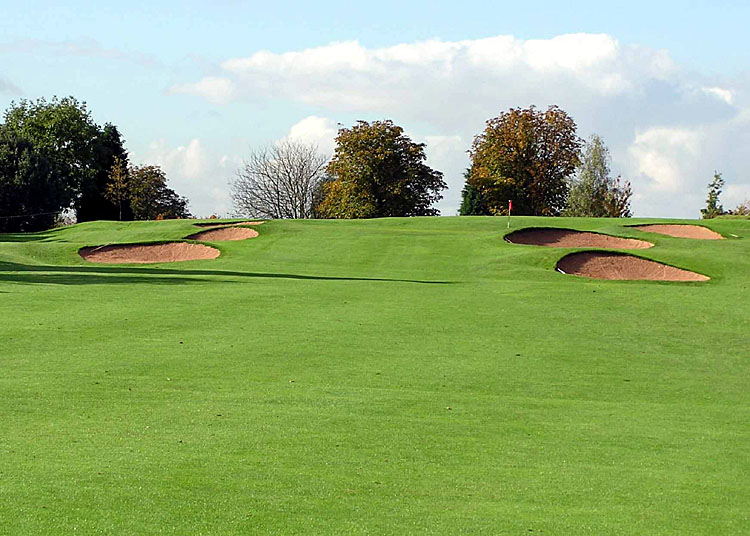
مخضرة ملعب غولف.
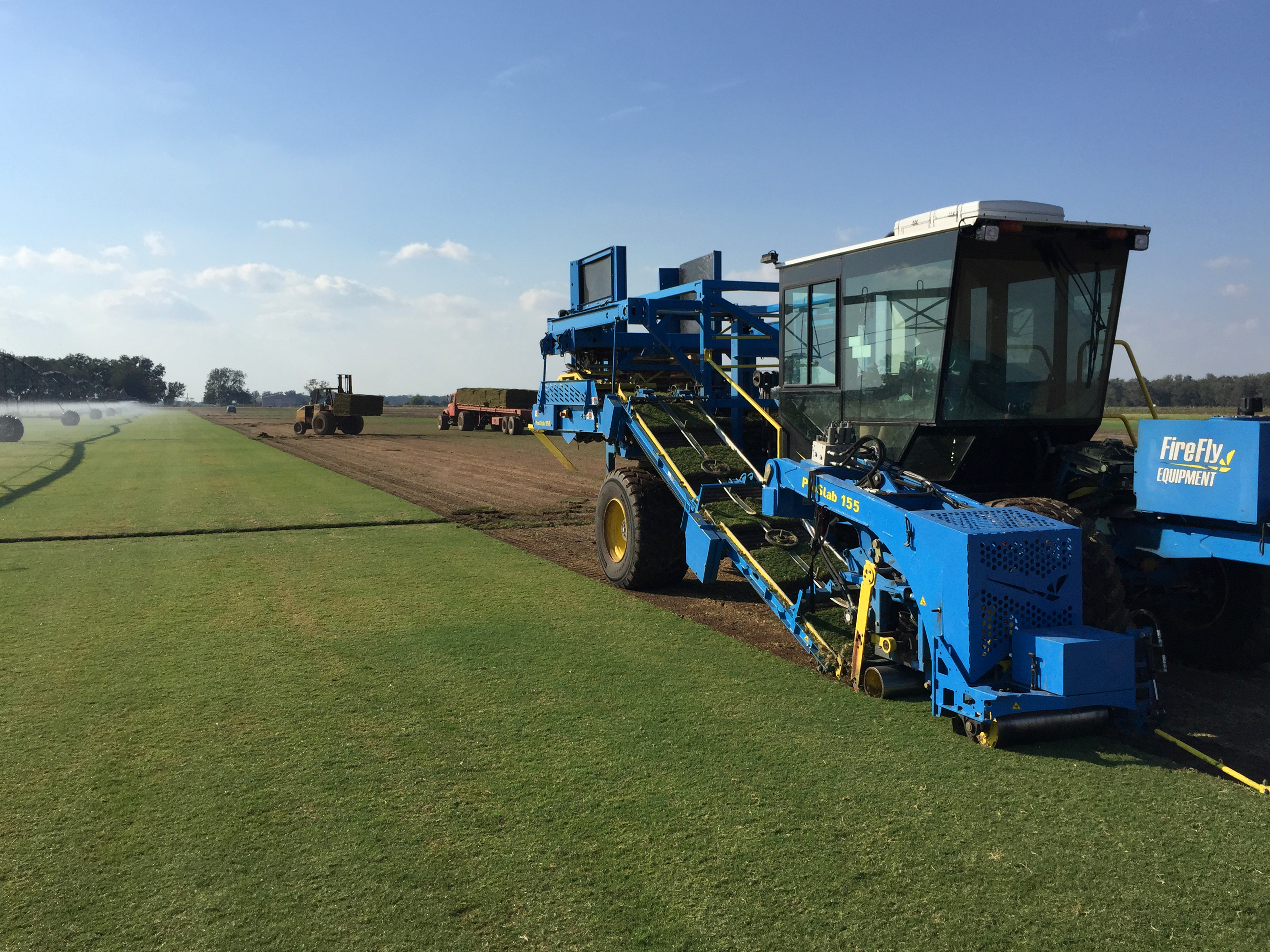
حصاد المخضرة.